# استارویه ایبرایوو
استارویه ایبرایوو (به لاتین: Staroye Ibrayevo) یک منطقهٔ مسکونی در روسیه است که در باشقیرستان واقع شده‌است.